# Religião na Austrália
Religião na Austrália (Dados do governo, censo de 2021)
A religião na Austrália é diversa. A Seção 116 da Constituição da Austrália de 1901 proíbe o governo da Commonwealth de estabelecer uma igreja ou interferir na liberdade de religião. Em uma pesquisa opcional do censo de 2021, 43,9% da população australiana se declararam cristãos. Historicamente, a porcentagem era muito maior; agora, a paisagem religiosa da Austrália está mudando e diversificando. Em 2021, 38,9% dos australianos declararam "sem religião". Entre os cristãos 20,0% são Católicos, 9,8% Anglicanos, 8,3% Protestantes e 2,1% cristãos Ortodoxos. Entre os de religião não-cristã 3,2% são Muçulmanos, 2,7% Hindus e 2,4% Budistas. E outros 9,6% optaram por não responder à pergunta. Outras religiões Sikhs (0,8%) e Judeus (0,4%).  A Igreja Católica era a maior denominação religiosa, seguida pela Igreja Anglicana.

Enquanto a Igreja da Inglaterra originalmente ocupava uma posição de privilégio no início da colonização australiana, um arcabouço legal que garantia a igualdade religiosa evoluiu dentro de poucas décadas. Um grande número de católicos irlandeses foram transportados para a Austrália através do sistema britânico de justiça criminal.  Os metodistas, presbiterianos, congregacionalistas e batistas britânicos não-conformistas criaram suas próprias igrejas no século XIX, assim como os luteranos da Alemanha.
Enquanto a Austrália tem uma forte tradição de governo secular, as organizações religiosas têm desempenhado um papel significativo na vida pública. As igrejas anglicanas e católicas desempenharam um papel fundamental no desenvolvimento dos serviços de educação, saúde e bem-estar.
Hoje, cerca de um quarto dos cristãos frequenta a igreja semanalmente; cerca de um quarto de todos os estudantes da escola frequenta escolas afiliadas à igreja. As festas cristãs da Páscoa e do Natal são feriados públicos.

## História

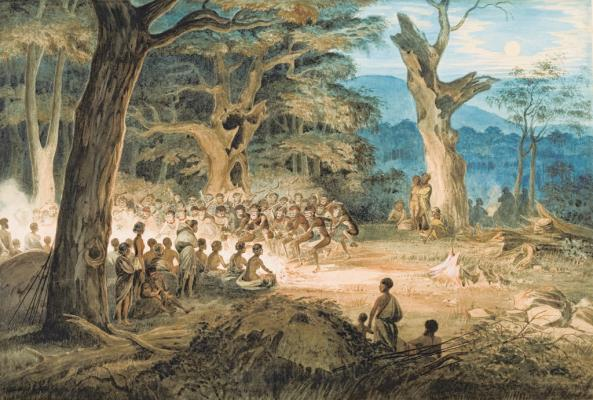
WR Thomas, um sul australiano Corroboree, 1864, Galeria de arte da Austrália do Sul

### Religião indígena australiana
Desde a década de 1800, os colonizadores europeus levaram suas igrejas tradicionais à Austrália, inclusive a Igreja da Inglaterra, Metodista, Católica, Presbiteriana, Congregacional e Batista.
Anterior à colonização europeia, em 1788, pessoas de várias fés tiveram contato com os povos aborígenes australianos. Este contato se dava através de exploradores, pescadores e sobreviventes dos inúmeros naufrágios. Tiveram inúmeros artefatos recobrados por estes contatos, embora não haja nenhum registro de influência à religião aborígene.Na época da colonização britânica, os Australianos Indígenas tinham suas próprias tradições religiosas do sonhar (como Mircea Eliade disse) "Existe uma crença geral entre os Indígenas australianos que o mundo, o homem e os vários animais e plantas foram criados por certos seres sobrenaturais que depois desapareceram, quer subindo para o céu ou entrando na terra.
Antes da colonização europeia em 1788, havia contato com indígenas australianos de pessoas de várias religiões. Esses contatos foram com exploradores, pescadores e sobreviventes dos numerosos naufrágios. Houve incontáveis artefatos recuperados desses contatos. Os aborígines do norte da Austrália ( Arnhem Land ) mantêm histórias, canções e pinturas de comércio e interação cultural com pessoas de barco do norte. Essas pessoas são geralmente consideradas como sendo do arquipélago indonésio oriental. (Veja: Macassan contato com a Austrália .) Há alguma evidência de termos e conceitos islâmicos entrando na cultura aborígene do norte através desta interação.[carece de fontes?]

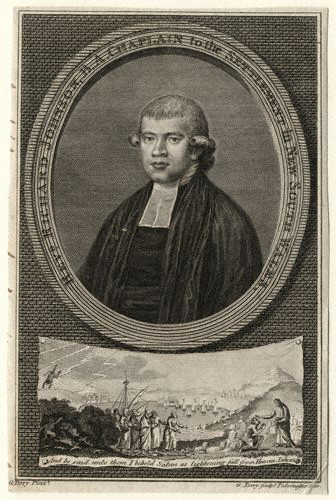
Richard Johnson, sacerdote anglicano e capelão da Primeira Frota

Séculos antes de os marinheiros europeus chegarem à Austrália, os teólogos cristãos já especularam se a região, localizada do lado oposto do mundo da Europa, tinha habitantes humanos e, em caso afirmativo, se os antípodas descendiam de Adão e foram redimidos por Jesus. O ponto de vista predominante, expresso por Santo Agostinho de Hipona, era o de que "é muito absurdo dizer que alguns homens poderiam ter zarpado deste lado e, atravessando a imensa extensão do oceano, propagaram ali uma raça de seres humanos desceu daquele primeiro homem".[carece de fontes?] Uma visão dissidente, realizada pelo irlandês-austríaco St. Vergilius de Salzburgfoi "que debaixo da terra havia outro mundo e outros homens"; enquanto não se sabe muito sobre a visão Vergilius', a Enciclopédia Católica especula que ele foi capaz de livrar-se de acusações de heresia, explicando que o povo da hipotética Austrália foram descendentes de Adão e redimido por Cristo.

No início do século XVIII, os líderes cristãos achavam que os nativos da pouco conhecida Terra Australis Incognita e Hollandia Nova (ainda muitas vezes consideradas como duas massas de terra distintas) precisavam de conversão ao cristianismo. Em 1724, um jovem Jonathan Edwards escreveu:
E o que é peculiarmente glorioso nisso, é a evangelização do novo e antes desconhecido mundo, o que é tão remoto, tão desconhecido, onde o diabo reinou silenciosamente desde o começo do mundo, que é maior - tendo na América, Terra Australis Incognita, Hollandia Nova ... é muito maior que o velho mundo. Eu digo que este novo mundo deve adorar o Deus de Israel, cuja adoração foi então confinada a uma terra tão estreita, é maravilhosa e gloriosa! 

## Demografia

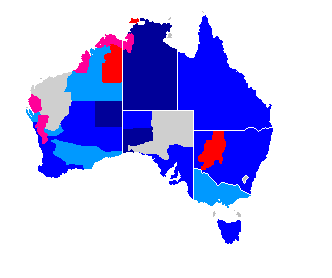
Mapa das maiores vertentes cristãs na Austrália.
Anglicanos
Catolicismo
Sem dados

Uma pergunta sobre religião foi feita em todos os censos realizados na Austrália, com a natureza voluntária desta questão tendo sido especificamente declarada desde 1933. Em 1971, a instrução "se não há religião, escreva nenhuma" foi introduzida. Isso representou um aumento de sete vezes em relação ao ano anterior do recenseamento na percentagem de australianos afirmando que não tinham religião. Desde 1971, esse percentual aumentou progressivamente para 30,1% em 2016.
A declaração do Australian Census Dictionary of Statistics (ABS) de 2006 do Census Dictionary sobre afiliação religiosa declara o propósito de coletar tais informações:
Os dados sobre afiliação religiosa são usados para tais fins como planejamento de instalações educacionais, atendimento de pessoas idosas e outros serviços sociais prestados por organizações religiosas; a localização dos edifícios da igreja; a atribuição de capelães a hospitais, prisões, serviços armados e universidades; a alocação de tempo na rádio pública e outras mídias; e pesquisa sociológica.
A questão do censo sobre a religião é opcional, e pergunta "Qual é a religião da pessoa?", dando aos respondentes uma escolha de nove religiões, "Outro" e "Nenhuma religião". No censo de 2016, 9,6% das pessoas se recusaram a responder, ou não deram uma resposta adequada para a interpretação. As visões religiosas dessas pessoas não são conhecidas, por isso não é apropriado agrupá-las com pessoas que declaram não ter religião - ao invés disso, todos os números do censo sobre religião devem ser tratados com os correspondentes níveis de confiança.
No censo de 2016, 52,1% dos australianos declararam-se cristãos, sendo 22,6% católicos, 13,3% anglicanos e 14,3% protestantes de outras denominações, outros 8,2% dos australianos se identificam como seguidores de religiões não-cristãs. A segunda maior classificação foi a dos 30,1% que se classificaram como "sem religião"; isso é mais evidente entre os jovens, com 39% das pessoas com idade entre 18 e 34 anos escolhendo essa opção (12% em 1976). Até o censo de 1986, a maior igreja cristã da Austrália era a Igreja Anglicana. Desde então, os católicos romanos superam os anglicanos por uma margem crescente. Uma justificativa para explicar isso diz respeito a mudanças nos padrões de imigração da Austrália, antes da Segunda Guerra Mundial, a maioria dos imigrantes da Austrália tinha vindo do Reino Unido, embora a maioria dos imigrantes católicos romanos da Austrália tivesse vindo da Irlanda. Após a Segunda Guerra Mundial, o programa de imigração da Austrália se diversificou e mais de 6,5 milhões de migrantes chegaram à Austrália nos 60 anos após a guerra, incluindo mais de um milhão de católicos romanos.
Como em muitos países ocidentais, o nível de participação ativa no culto da igreja é muito menor do que isso; a freqüência semanal nos serviços da igreja é de cerca de 1,5 milhão, cerca de 7,5% da população.
O hinduísmo é a religião que mais cresce em números absolutos em todos os estados e territórios da Austrália, em maior parte devido a imigração de indianos.
De acordo com os dados da série cronológica divulgados no censo de 2016, as classificações religiosas que mais cresceram nos dez anos entre 2006 e 2016 foram:
- Sem religião - de 18,7% para 30,1%
- Hinduísmo - de 0,7% para 1,9%
- Islã - de 1,7% para 2,6%
- Sikhismo - de 0,1% a 0,5%

Enquanto isso, as maiores diminuições estavam nas principais denominações cristãs; todas as denominações cristãs combinadas diminuíram de 63,9% para 52,1%.
|                                          | 2021       | 2021    | 2016       | 2016    | 2006       | 2006    | 2001       | 2001    | 1976       | 1976  |
| Números                                  | %          | Números | %          | Números | %          | Números | %          | Números | %          |       |
| Cristãos                                 |            | 43.9    |            | 52.1    |            | 63.9    |            | 68.0    |            |       |
| - Católicos                              | 5.075.900  | 20.0    | 5.291.800  | 22.6    | 5.126.880  | 25.8    | 5.001.624  | 26.6    | 3.387.100  | 25.0  |
| - Anglicanos                             | 2.496.300  | 9.8     | 3.101.200  | 13.3    | 3.718.252  | 18.7    | 3.881.162  | 20.7    | 3.752.906  | 27.7  |
| - Igreja Unida da Austrália              | 673.300    | 2.7     | 870.200    | 3.6     | 1,135,427  | 5.7     | 1,248,674  | 6.7     | 2.709.680  | 20.0  |
| - Presbiterianos                         | 414.900    | 1.6     | 526.700    | 2.3     | 596,671    | 3.0     | 637,530    | 3.4     | 636.774    | 4.7   |
| - Batistas                               | 347.300    | 1.4     | 345.100    | 1.5     | 316,738    | 1.6     | 309,205    | 1.6     | 636.774    | 4.7   |
| - Pentecostais                           | 259.800    | 1.1     | 260.600    | 1.1     | 219,689    | 1.1     | 194,592    | 1.0     | 636.774    | 4.7   |
| - Luteranos                              | 145.900    | 0.6     | 174.000    | 0.7     | 251,107    | 1.3     | 250,365    | 1.3     | 636.774    | 4.7   |
| - Outros Protestantes                    | 926.800    | 3.7     | 833.500    | 4.3     | 736,012    | 3.7     | 675,422    | 3.6     | 636.774    | 4.7   |
| - Ortodoxos                              | 535.500    | 2.1     | 582.800    | 2.6     | 544,160    | 2.7     | 529,444    | 2.8     | 67.742     | 0.5   |
| Total de Cristãos                        | 11.148.800 | 43.9    | 12.201.600 | 52.1    | 12,685,836 | 63.9    | 12,764,342 | 68.0    | 10.649.042 | 78.6  |
| - Muçulmanos                             | 813.400    | 3.2     | 604.200    | 2.6     | 340,392    | 1.7     | 281,578    | 1.5     | 135.484    | 1.0   |
| - Budistas                               | 615.800    | 2.4     | 563.700    | 2.4     | 418,756    | 2.1     | 357,813    | 1.9     | 135.484    | 1.0   |
| - Hindus                                 | 684.000    | 2.7     | 440.300    | 1.9     | 148,119    | 0.7     | 95,473     | 0.5     | 135.484    | 1.0   |
| - Judeus                                 | 100.000    | 0.4     | 91.000     | 0,4     | 88,831     | 0.4     | 83,993     | 0.4     | 135.484    | 1.0   |
| - Outras Religiões                       | 115.000    | 0.5     | 95.700     | 0.4     | 109,022    | 0.5     | 92,369     | 0.5     | 135.484    | 1.0   |
| - Sem Religião                           | 9.887.000  | 38.9    | 7.040.700  | 30.1    | 3,706,555  | 18.7    | 2,905,993  | 15.5    | 1.124.517  | 8.3   |
| - Não optaram/ inadequados nas descritas | 1.751.400  | 7.3     | 2.345.500  | 10      | 2,357,777  | 11.9    | 2,187,688  | 11.7    | 1.544.517  | 11.4  |
| População Total                          | 25.422.800 | 100.0   | 23.401.400 | 100.0   | 19,855,288 | 100.0   | 18,769,249 | 100.0   | 13.548.400 | 100.0 |

## Cristianismo

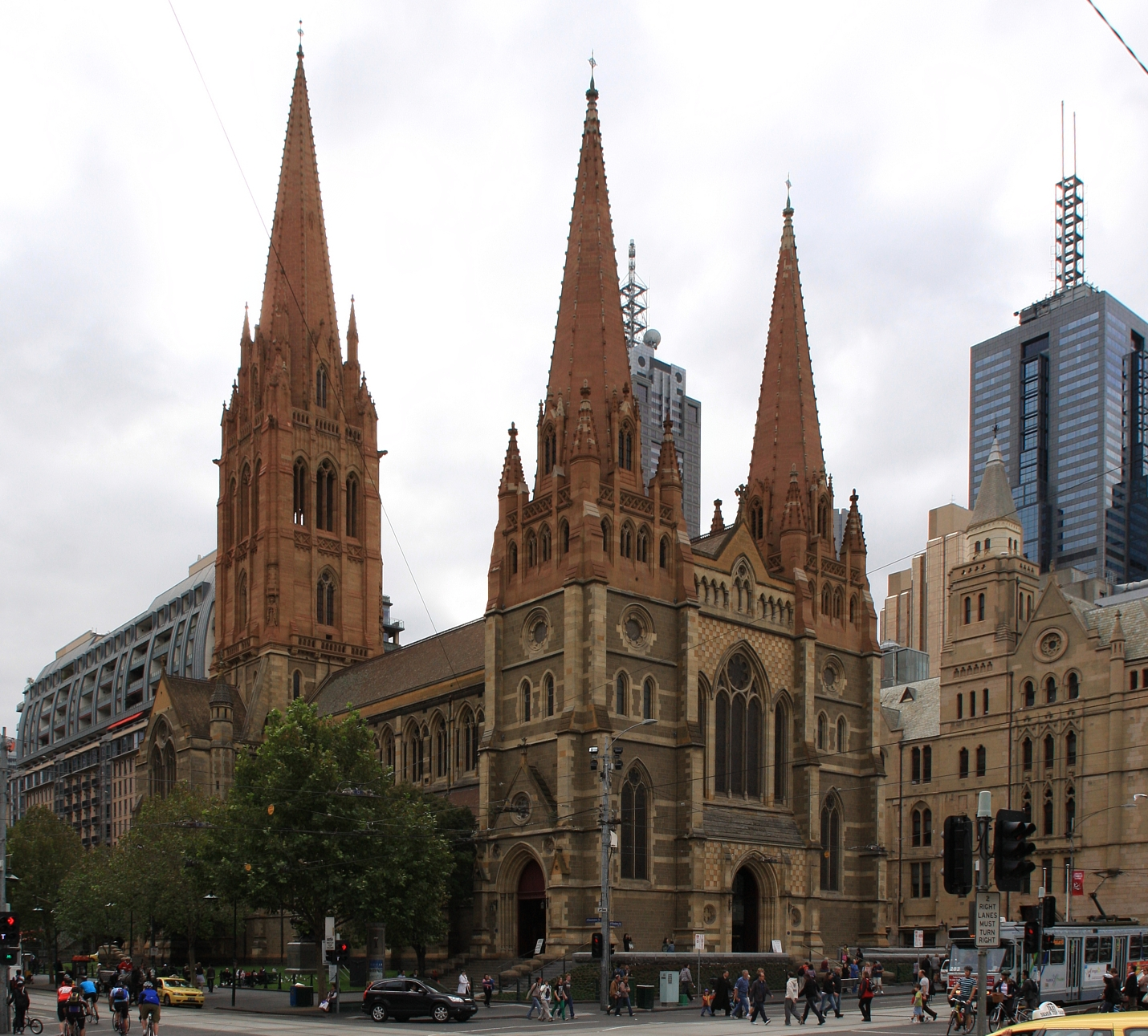
Catedral Anglicana de São Paulo, Melbourne.

Desde a chegada dos primeiros colonos cristãos à primeira frota de navios britânicos em 1788, o cristianismo tornou-se gradualmente a principal religião da Austrália. Conseqüentemente, os festivais cristãos do Natal e da Páscoa são feriados, as linhas do céu das cidades e vilas australianas são marcadas por torres de igrejas e catedrais e as igrejas cristãs têm desempenhado um papel integral no desenvolvimento de serviços de educação, saúde e bem-estar na Austrália. A maioria da população cristã da Austrália é protestante. As igrejas com o maior número de membros são a Igreja Católica, a Igreja Unida da Austrália, e a Igreja Anglicana. As igrejas pentecostais e movimento carismático também estão presentes sendo encontrados na maioria dos estados. O Conselho Nacional de Igrejas na Austrália é o principal órgão cristão ecumênico.
O cristianismo chegou à Austrália com os primeiros colonos britânicos na Primeira Frota. Dos condenados e colonos a maioria eram  anglicanos e católicos (em grande parte irlandeses) e alguns deles metodistas. A Primeira Frota trouxe tensões à Austrália alimentadas por queixas históricas entre católicos e outros cristãos, tensões que continuariam até o século XX.
O primeiro capelão, Richard Johnson, um clérigo da Igreja da Inglaterra, foi acusado pelo governador Arthur Phillip de melhorar a "moralidade pública" na colônia, mas também estava fortemente envolvido com a saúde e a educação. Líderes cristãos permaneceram proeminentes em melhorar a saúde e educação na Austrália desde então, com mais de um quinto dos estudantes frequentando escolas religiosas no início do século XXI e vários hospitais, instalações de cuidados e instituições de caridade foram fundadas por cristãos protestantes.
Embora os colonos livres começaram a chegar no final do século XVIII, foi a corrida do ouro da década de 1850 que levou ao aumento radical da imigração. Os novos colonos trouxeram com eles suas tradições religiosas, como o catolicismo irlandês, o presbiterianismo escocês e o anglicanismo inglês, entre outros. Os aborígenes australianos sofreram um declínio durante este período, pois foram desapossados de suas terras e as doenças se espalharam entre sua população. As igrejas cristãs organizaram missões durante este período, formalmente destinadas a "civilizar" as comunidades aborígenes e espalhar o cristianismo. As consequências gerais dessa atividade ainda são contestadas, mas contribuíram para o declínio das línguas e crenças indígenas.
Na Austrália Ocidental, o clero anglicano via-se como pioneiro de uma nova sociedade. Além dos habituais papéis religiosos de liderar a igreja e o culto público, eles tiveram um papel importante na caridade, educação e debate público. Eles tentaram reformulá-lo em sua própria imagem eclesiástica baseada em modelos ingleses.
A Igreja da Inglaterra foi desestabelecida na colônia de Nova Gales do Sul pelo Ato da Igreja de 1836. Redigido pelo procurador-geral reformista John Plunkett, o ato estabeleceu a igualdade legal para os anglicanos, católicos e presbiterianos e foi posteriormente estendido aos metodistas.
A Liberdade de Religião foi consagrada na Seção 116 da Constituição da Austrália de 1901. Em 1901, além da população indígena e dos descendentes de migrantes da corrida do ouro, a sociedade australiana era predominantemente anglo-celta, com 40% da população anglicana, 23% Católicos, 34% de outras religiões cristãs (maioria protestantes) e cerca de 1% de religiões não cristãs. Havia uma população luterana de descendência alemã no sul da Austrália.

### Outras religiões

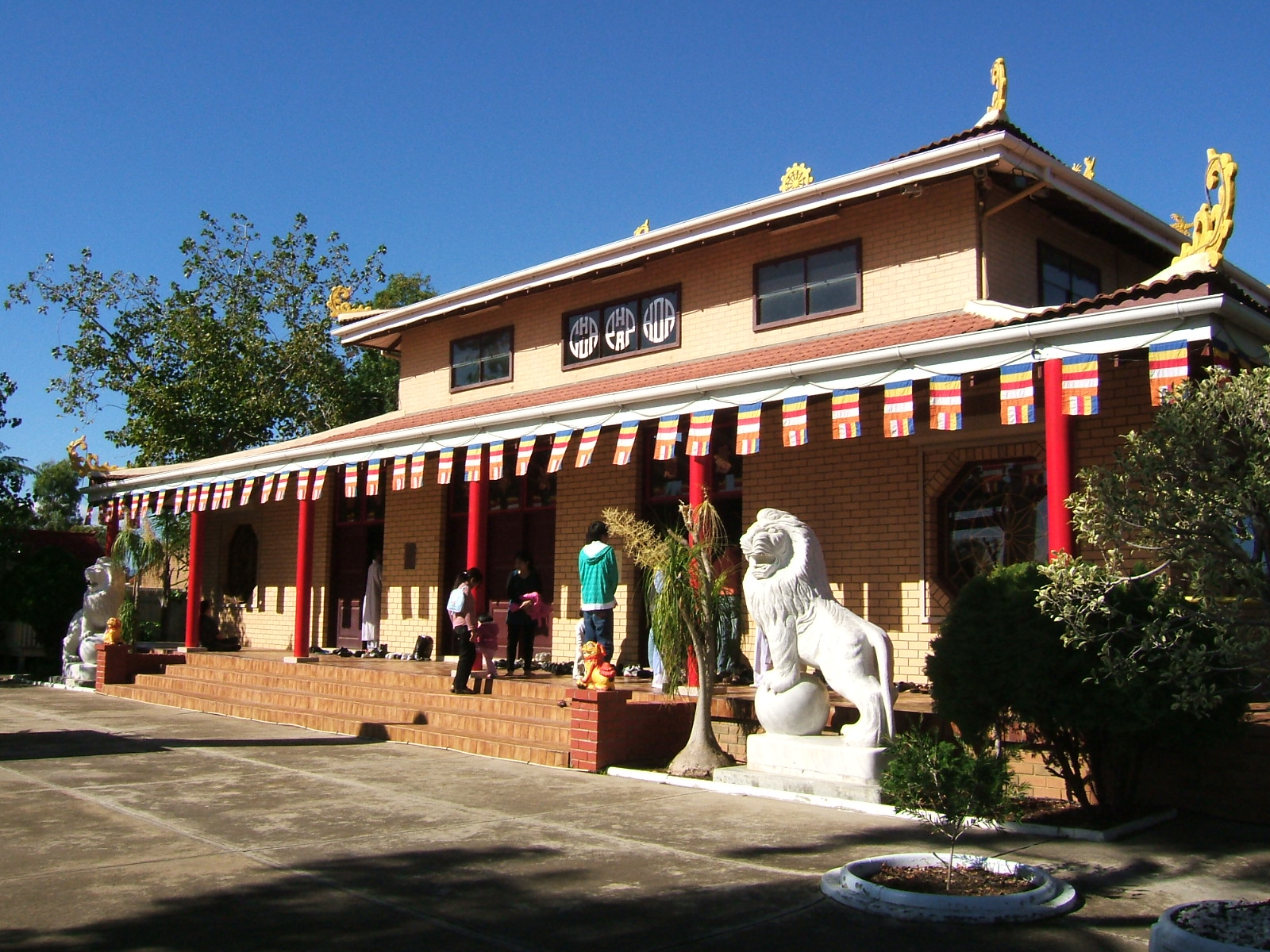
Templo budista vietnamita de Phap Hoa, Adelaide, Austrália do Sul.

Havia pelo menos 15 judeus na Primeira Frota, 14 condenados e uma criança "livre". Os mártires de Tolpuddle foram condenados ao transporte penal para a Austrália porque as sociedades amigas tinham fortes elementos do que hoje é considerado o papel predominante dos sindicatos. Antes de 1901, alguns marinheiros e prisioneiros muçulmanos chegaram à Austrália em navios condenados. " Cameleiros afegãos " estabeleceram-se na Austrália a partir dos anos 1860; alguns deles são sikhs. A partir da década de 1870, mergulhadores malaios foram recrutados (com mais subseqüente mente repatriados).
Em 1901, o governo aprovou um ato que limitava a imigração aos descendentes de europeus no que veio a ser conhecido como a Política da Austrália Branca. Ao limitar efetivamente a imigração de praticantes de diferentes crenças, essa política assegurou que o cristianismo protestante continuasse sendo a religião da esmagadora maioria dos australianos no futuro previsível e, de fato, até os dias de hoje. O primeiro censo de 1911 mostrou que 96% se identificaram como cristãos. As tensões que vieram com a Primeira Frota continuaram até os anos 60: anúncios de vagas de emprego às vezes incluíam a estipulação de "Protestantes preferidos" ou "Católicos não precisam se aplicar". No entanto, a Austrália elegeu seu primeiro primeiro-ministro católico, James Scullin em 1929 e Sir Isaac Isaacs , um judeu, foi nomeado governador geral em 1930.